# Memorial Cup 1919
Der Memorial Cup 1919 war die erste Austragung des gleichnamigen Turniers. Die teilnehmenden Mannschaften waren der Meister der Ontario Hockey Association, das Team der University of Toronto Schools, die Varsity Blues, sowie das Siegerteam der Saskatchewan Junior Hockey League, die Regina Patricias. Der Turniermodus sah zwei Partien vor, in denen der Sieger ausschließlich anhand der erzielten Tore ermittelt wurde.
Die Varsity Blues gewannen nach zwei Spielen mit 29:8 Toren den ersten Memorial Cup. Das Turnier wurde in Toronto ausgetragen.

## Ergebnisse
| 19. März 1919 | University of Toronto Schools | 14:3 (2:0, 5:2, 7:1) | Regina Patricias | Arena Gardens, Toronto |

| 22. März 1919 | University of Toronto Schools | 15:5 (8:4, 2:0, 5:1) | Regina Patricias | Arena Gardens, Toronto |

## Memorial-Cup-Sieger
Die Mannschaft der University of Toronto bestand aus den Spielern Jack Aggett, Donald Gunn, Steve Greey, Don Jeffrey, Richard Kearns, Dunc Munro, Langton Rowell und Joe Sullivan. Manager des Teams war R. W. Baker, trainiert wurde die Mannschaft von Frank Carroll.